# Plougonver
Plougonver (bret. Plougonveur) – miejscowość i gmina we Francji, w regionie Bretania, w departamencie Côtes-d’Armor.
Według danych na rok 1990 gminę zamieszkiwało 868 osób, a gęstość zaludnienia wynosiła 24 osoby/km² (wśród 1269 gmin Bretanii Plougonver plasuje się na 630. miejscu pod względem liczby ludności, natomiast pod względem powierzchni na miejscu 185.).